# Steven Van Steenberghe
Steven Van Steenberghe (26 augustus 1978) was een Belgische voetballer. Hij heeft bij clubs gespeeld als KSV Oudenaarde en Eendracht Aalst

## Carrière
De doelman genoot zijn jeugdopleiding bij het Oost-Vlaamse Eendracht Aalst. Op jonge leeftijd maakt hij er al deel uit van de A-kern, als doublure van Vladan Kujović toen de ploeg nog actief was in de Belgische eerste klasse. Steven van Steenberghe verliet zijn club om op een lager niveau voor zijn kans te gaan. Hij speelde bij RC Gent Zeehaven, SK Denderhoutem, FC Denderleeuw (later: FC Dender), KSK De Jeugd Lovendegem en KSV Oudenaarde. Met de laatste ploeg werd hij kampioen in de Belgische Vierde klasse. 
In januari 2009 werd hij, na 3 jaar inactiviteit, door Eendracht Aalst opnieuw aangetrokken als reservedoelman ter vervanging van Kurt Lambrecht. Toen de titularis zich in februari 2009 blesseerde greep hij voluit zijn kans en miste sindsdien geen enkele (officiële) wedstrijd meer. Van Steenberghe stond bekend als een sober maar betrouwbaar sluitstuk. 
In het seizoen 2009/2010 startte hij nog als nummer één maar aanhoudende blessures aan de schouder doen Steven stoppen met zijn carrière als doelwachter in november 2009. Eind 2009 nam VC Eendracht Aalst afscheid van Steven Van Steenberghe. Hij stopte met onmiddellijke ingang met voetballen. 

## Teams
- Eendracht Aalst
- SK Denderhoutem
- KSV Oudenaarde
- Eendracht Aalst